# 青い池

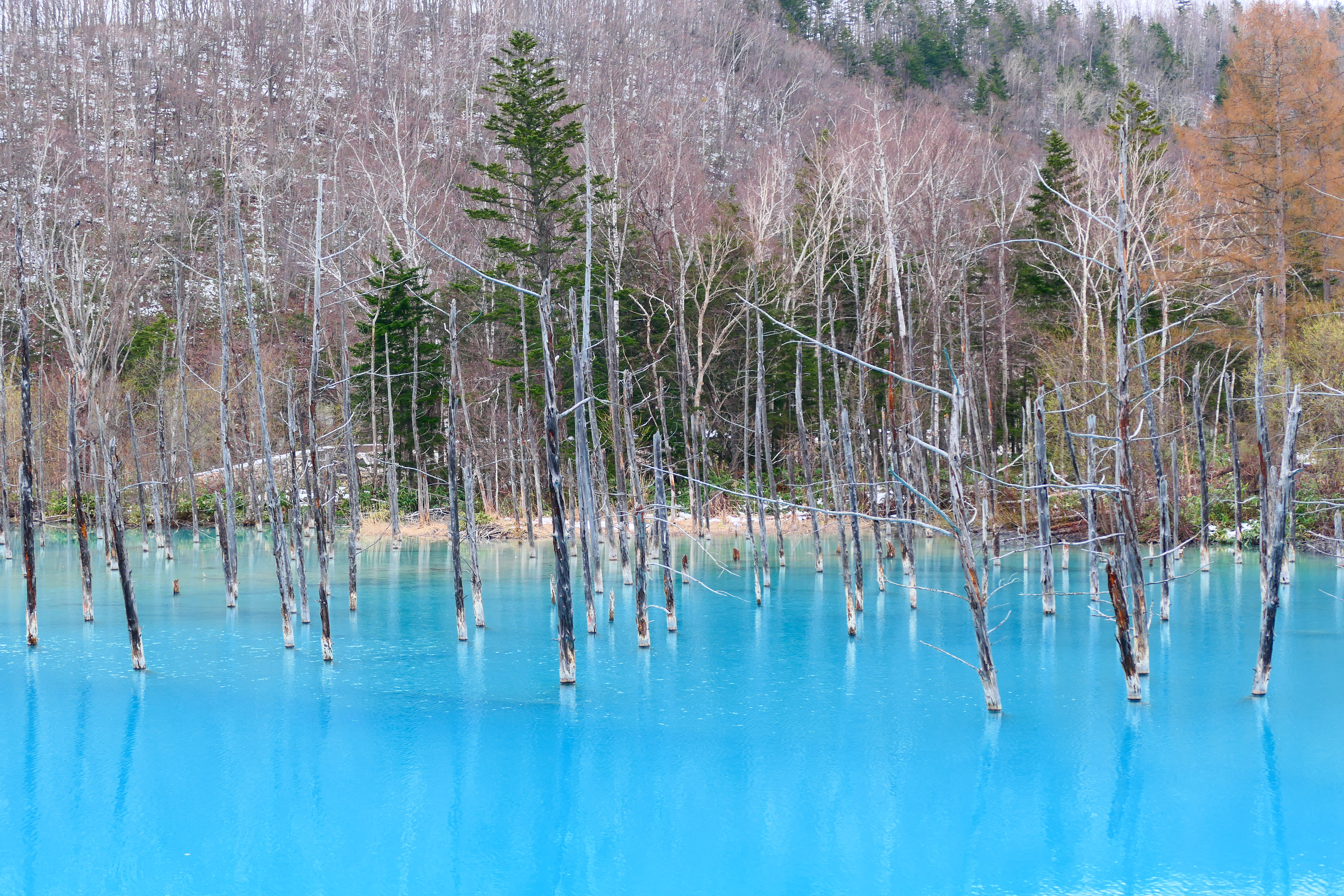
青い池（2021年5月撮影）

青い池（あおいいけ）は、北海道上川郡美瑛町白金にある人造池の通称である。「白金の青い池」、「美瑛白金青い池」などとも呼ばれる。

## 概要

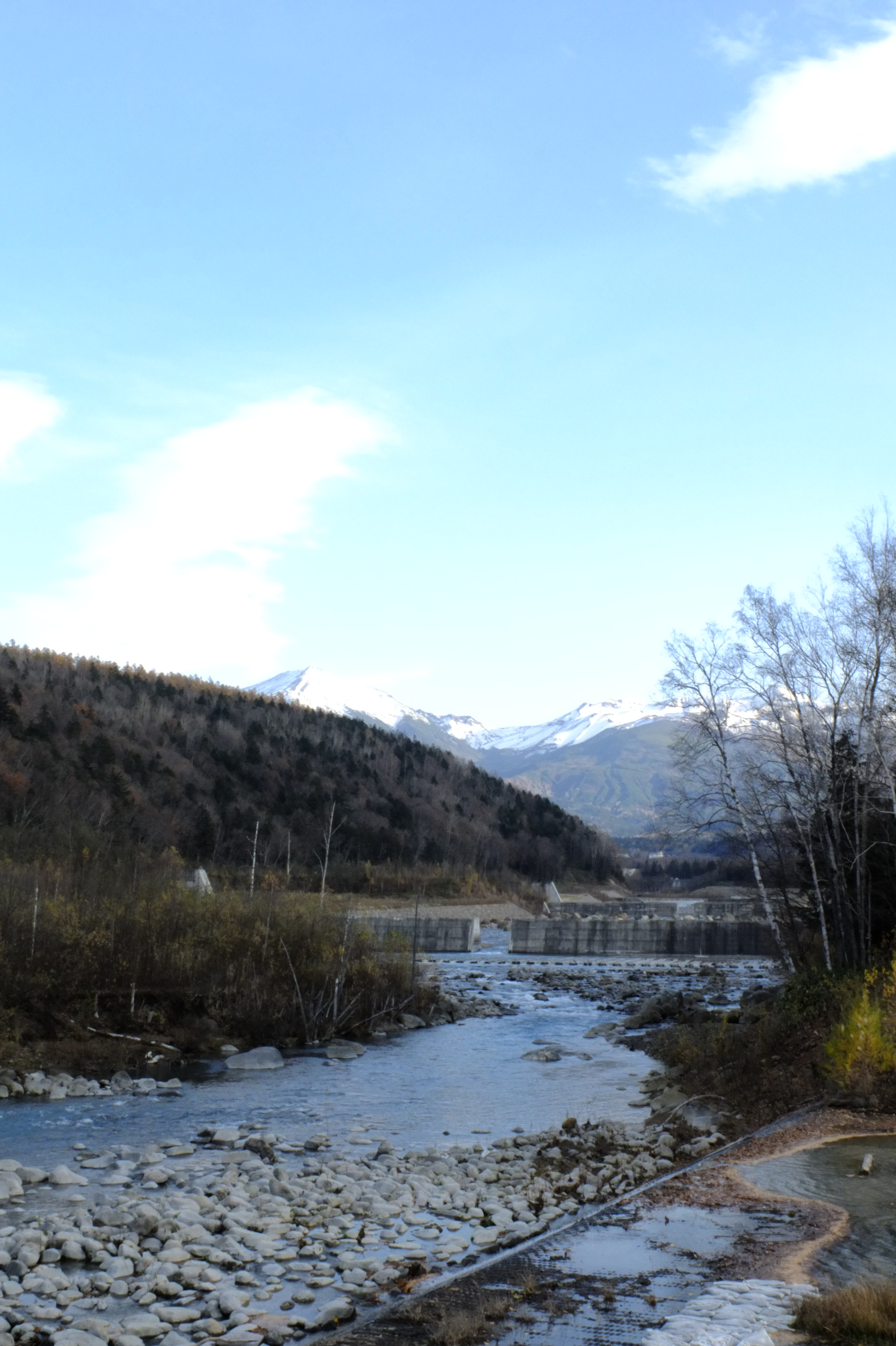
美瑛川。写真右手には青い池が有る。（2014年10月撮影）

青い池は美瑛町の東南部、美瑛川左岸の標高約500メートルに位置しており、十勝岳の麓に湧く白金温泉から約2.5キロ北西の地点にある。座標リンクに示した位置の国土地理院発行2万5千分の1地形図では水たまりと見なされているため水面は描かれていないが、Google等の衛星画像では青色の水面を確認することができる。
この池は1988年（昭和63年）12月に噴火した十勝岳の堆積物による火山泥流災害を防ぐため、美瑛川本流に複数建設された堰堤のひとつに水が溜まったものである。
この堰堤はコンクリートブロックによるもので、北海道開発局により1989年（平成元年）6月に着工され同年年末に完成した。美瑛川を横切る形で施工され、本流から離れた両岸の森林内部まで堰堤が造られた結果、美瑛川左岸側のブロック堰堤に水が溜まるようになり、周囲に自生していたカラマツ、白樺等の樹木は、水没し立ち枯れた。したがって、目的を持って造られた溜池や貯水池などとは異なり、青い池は偶発的に人造池となったものである。
冬季には期間限定でライトアップされている。

## 発見
写真家で元フジカラー旭川経営の子安栄信によると、青い池を最初 (1997年)に発見したのは上富良野在住のプロカメラマン高橋真澄とされる。高橋真澄は1998年に写真集『blueriver』を出版。青い池がこの写真集に収録されていたことにより写真愛好家等の口コミで存在が広まっていった。2014年5月25日にテレビ朝日『奇跡の地球物語』で青い池が紹介され、その中で高橋真澄は青い池を発見した時から毎年写真を撮り続け存在を世に広めてきたと伝えられる。

### 青くなる理由
この付近の湧水には水酸化アルミニウム (Al(OH)3)など、主に白色系の微粒子が含まれており、美瑛川本流の水と混ざることによって分散され一種のコロイドが生成される。水中に差し込んだ太陽光がコロイドの粒子と衝突散乱して水の吸収による青色の透過光が加わり、美しい青色に見えると言われている。水の青さと立ち枯れた木々の幻想的な景観から、その存在がカメラマン等を中心に口コミで広がり、いつの頃から誰からともなく「青い池」と呼ばれるようになった。

## その他

### Apple社OSへの壁紙採用
2012年7月に発売されたAppleのOS X Mountain Lionの15種類の壁紙のひとつに、青い池の写真が採用された。この画像は、Appleのモバイル用OSであるiOS 7・8で壁紙に採用された。iOS 9からは採用から外されたため、壁紙設定していない場合アップデートすると削除される。

### 台風9号による被害
台風9号に伴う2016年（平成28年）8月23日の大雨の影響で、池に土砂が流入し池が茶色く濁る被害が発生した。周辺の美瑛川の護岸が崩壊したため、池周辺は立ち入り禁止となった。その後、旭川開発建設部により応急工事が行われ、池周辺の安全が確保されたため、同年9月14日より立ち入り制限が解除された。

## 所在地
- 北海道上川郡美瑛町白金
- 北海道旅客鉄道（JR北海道）富良野線美瑛駅から約18キロ。
- 白金温泉から約2.5キロ。